# Henry Harrisse

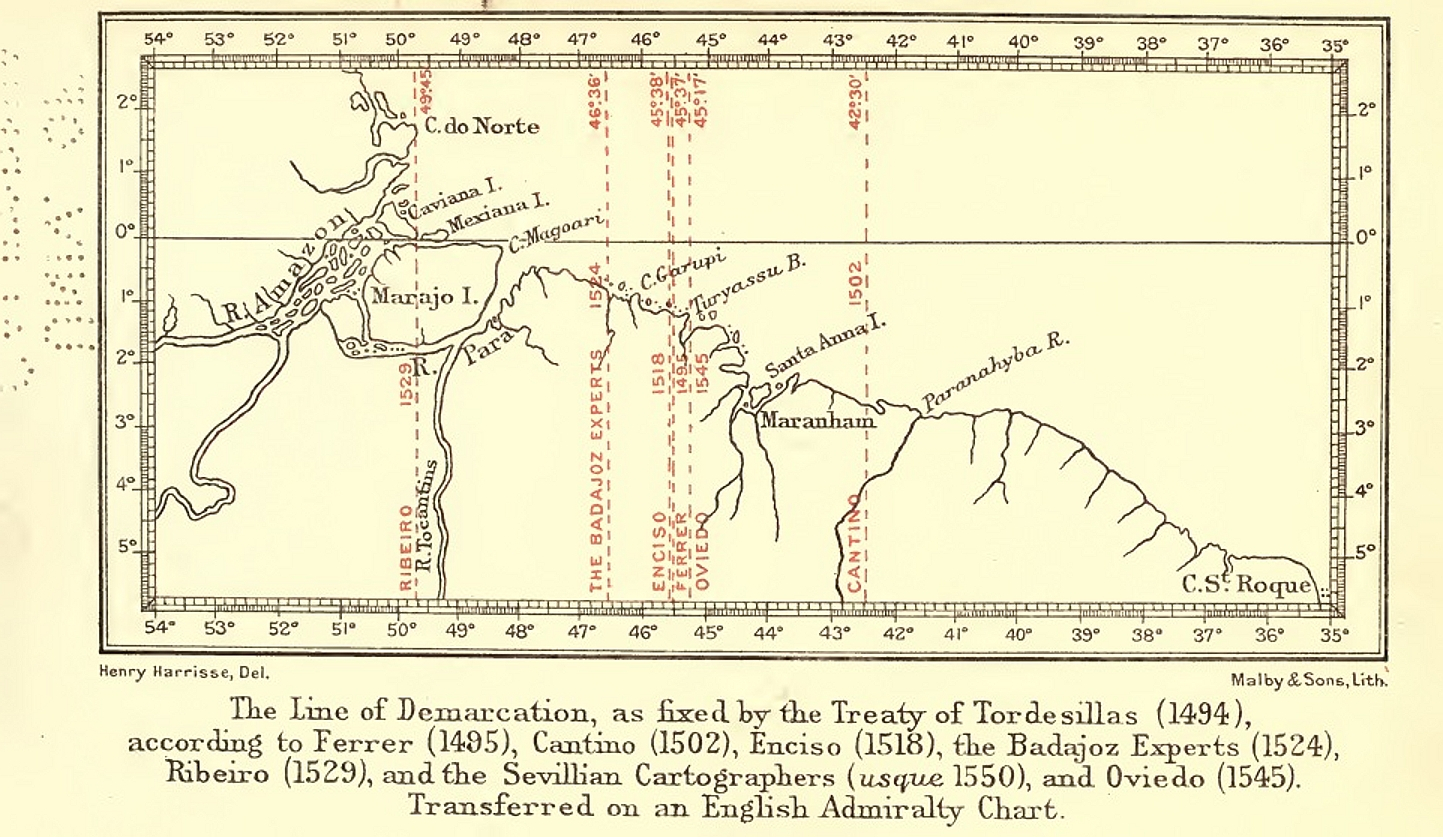
Linha de partilha do mundo do Tratado de Tordesilhas (1494) como apresentado por Henry Harisse em The diplomatic history of America.

Henry Harrisse (Paris, 28 de maio de 1829 — Paris, 13 de maio de 1910) foi um advogado que se notabilizou como escritor e historiador, mas que também foi um reputado crítico de arte. As suas mais importantes obras centram-se na história da decoberta europeia da América do Norte e nas representações cartográficas primitivas do Novo Mundo.

## Biografia
Henry Harrisse nasceu Henry Herrisse em Paris a 28 de maio de 1829, filho de Abraham Herrisse, um peleteiro, provavelmente de origem russa ou checa (de Praga), e de Nanine Marcus, natural de Paris.
Aos 18 anos de idade, mudou-se com a sua família para os Estados Unidos da América, adoptando posteriormene a nacionalidade norte-americana. Estudou Filosofia e Direito na Universidade da Carolina do Sul (University of South Carolina), onde se graduou. Terminado o curos, iniciou uma carreira académica na Universidade da Carolina do Norte (University of North Carolina), onde ensinou escrita, Filosofia e Direito, embora mais tarde tenha sido dispensado de seu cargo devido ao seu apoio ao abolicionismo. Nos anos seguintes, trabalhou como advogado em Chicago e Nova York, antes de iniciar a sua carreira como escritor.
De acordo com o seu biógrafo Henri Cordier, os seus primeiros escritos são devotados a Hippolyte Taine e a Ernest Renan, e às suas obras, e à análise dos trabalhos metafísicos de René Descartes.
Mais tarde, retornou a Paris e direcionou os seus estudos para as origens da exploração europeia das Américas, um tópico ao qual ele era altamente dedicado. Esse interesse levou a que explorarasse os registros da descoberta das Américas, o que lhe permitiu reunir um corpo substancial de obras críticas e históricas sobre o assunto. Harrisse foi eleito membro da American Antiquarian Society em 1893.

## Obras publicadas
Entre outras, Henry Harisse é autor das seguintes monografias (publicadas em inglês, francês e espanhol): 
- Bibliotheca Americana Vetustissima (1866)
- Notes on Columbus (1866)
- D. Fernando Colon (1871)
- Notes sur la Nouvelle France (1872)
- Jean et Sébastien Cabot (1882)
- Les Corte-Reals (1883)
- Christophe Colomb : son origine, sa vie, ses voyages, sa famille et ses descendants (1884)
- Discovery of North America (1892)